# Парк Луксембург
Парк Луксембург (Jardin du Luxembourg), налази се у 6. арондисману у Паризу, у Француској. Створен је почетком 1612. године од стране Марије Медичи, удовице француског краља Анрија IV, за нову резиденцију коју је саградила, Луксембуршку палату. Врт је данас у власништву француског Сената, који се састаје у Палати. Простире се на 23 хектара и познат је по травњацима, шеталиштима уз дрвеће, цветним лејама, моделима једрилица на кружном базену и живописној фонтани Медичи, изграђеној 1620. године. Име Луксембург потиче од латинског Mons Lucotitius, имена брда на коме се налази врт.

## Историја Луксембуршких вртова
1611. године, Марија Медичи, удовица Анрија IV и регент краља Луја XIII, одлучила је да сагради палату у стилу палате Пити у својој родној Фиренци. Купила је хотел Луксембург (данас палата Мали Луксембург) и започела изградњу нове палате. Наложила је Саломону де Бросу да сагради палату и фонтану, која и даље постоји. 1612. засадила је 2.000 брестова и наредила баштованима да изграде парк у стилу који је познавала као дете у Фиренци. Дизајнер Томасо Францини је планирао две терасе са балустрадама и партерима постављеним дуж осе замка, поређаних око кружног базена. Такође је саградио фонтану Медичи источно од палате као нимфеум, вештачку пећину и фонтану, без данашњег рибњака и статуе. Првобитна башта била је велика само осам хектара.
1630. године Марија Медичи је купила додатно земљиште и повећала башту на тридесет хектара, а посао поверила Жаку Боасоу, управнику краљевских вртова Тиљерије и раних Версајских вртова. Био је један од раних теоретичара новог и формалнијег француског парка, и поставио је низ тргова дуж алеје исток-запад, затворене на источном крају фонтаном Медичи, и правоугаоник партера са цвећем и живом оградом испред палате. У средини је поставио осмоугаони базен са фонтаном, са перспективом у правцу онога што је данас Париска опсерваторија.
- Врт палате Мали Луксембург
- Одмор у парку Луксембург
- Базен и палата

Каснији монарси су башту углавном занемарили. Године 1780. гроф Провансе, будући Луј XVIII, продао је источни део врта. После Француске револуције, међутим, вође Француског директоријума прошириле су врт на четрдесет хектара конфискацијом земље суседног верског реда картезијанаца. Архитекта Жан Шалгран, архитекта Тријумфалне капије, преузео је задатак да обнови врт. Преправио је фонтану Медичи и поставио дугачку перспективу од палате до опсерваторије. Очувао је чувену пепинијеру, или расаднички врт картезијанског реда, и старе винограде, а врт је одржавао у формалном француском стилу.
Током и након Јулске монархије 1848. године, парк је постао дом великог броја статуа; прво краљица и познатих жена Француске, поређаних дуж тераса; затим су, 1880-их и 1890-их, уследили споменици писцима и уметницима, Бартолдијев модел малог формата „Liberty Enlightening the World“ (познат и као Кип слободе) и једна модерна Задкинова скулптура.
1865. године, током реконструкције Париза од стране Наполеона Бонапарте, улица rue de l'Abbé de l'Épée (сада rue Auguste-Comte) проширена је у парк. Изградња нових улица поред парка такође је захтевала пресељење и обнову фонтане Медичи на садашњу локацију. У то време је додат дугачки базен фонтане, заједно са статуама у њеном подножју.
Током ове реконструкције, главни архитекта паркова и шеталишта у Паризу, Гебријел Девју, под вођством Адолфа Алфанда, изградио је нове украсне капије и ограде око парка, и вртне куће од разнобојних цигли. Такође је трансформисао оно што је остало од старог расадника, на јужном крају парка, у енглески врт са кривудавим стазама и засадио воћњак у југозападном углу. Задржао је правилни геометријски образац стаза и алеја, али је створио једну дијагоналну уличицу у близини фонтане Медичи, која је отварала поглед на Пантеон.
У башти се крајем деветнаестог века налазило позориште марионета, музички киоск, стакленици, пчелињак; оранжерија која се такође користила за приказивање скулптура и модерне уметности (користила се до 1930-их); ружичњак, воћњак и седамдесетак скулпторских дела.

## Карактеристике
Врт је углавном зелени партер шљунка и травњака са киповима и са великим осмоугаоним базеном са водом; у њему плове дечји модели чамаца. Врт је познат по својој мирној атмосфери. Око базена на подигнутим балустрадираним терасама налази се низ статуа бивших француских краљица, светаца и копија према античким статуама. У југозападном углу налази се воћњак стабала јабука и крушака и луткарско позориште. Вртови укључују велико ограђено игралиште за децу и њихове родитеље и вртешку. Поред тога, бесплатни музички наступи се приказују у сеници, а у близини се налази и мали кафић, испод дрвећа, са унутрашњим и спољашњим делом одакле многи људи уживају у музици уз чашу вина. Оранжерија приказује уметност, фотографију и скулптуре. Модел језера у Conservatory Water у Централ Парку на Менхетну, Њујорк, донекле је заснован на оном у Луксембуршком парку.
Централна оса врта је проширена, изван решетке од кованог гвожђа и капија које се отварају према улици Auguste Comte, централном еспланадом улице Опсерваторије, званично Врт Марко Поло, где се скулптуре четири Доба дана смењују са стубовима и кулминирају на јужном крају „Фонтаном опсерваторије“ из 1874. године, познатом и као „Fontaine des Quatre-Parties-du-Monde“ или „Фонтана Карпо“, због скулптура Жан-Батиста Карпоа. Поставио је Гебријел Давју 1867. године у склопу развоја авеније Опсерваторије.
Бронзана фонтана представља рад четири вајара а Жан-Батист Карпо је извајао четири голе жене које подупиру глобус, представљајући Четири континента класичне иконографије.
Радно време Луксембуршког парка зависи од месеца: отварање је између 7:30 и 8:15; затварање у сумрак између 16:45 и 21:45.

## Вајарска дела
Врт садржи нешто више од стотину статуа, споменика и фонтана, раштрканих по целом терену. Око централног зеленог простора налази се двадесет фигура француских краљица и славних жена на постољима. Наручио их је Луј Филип 1848. године, а укључују: Ану од Хабзбурга, Ану од Бретање, Ану од Француске, Ану Мари Луиз од Орлеана, Берту од Бургундије, Бланку од Кастиље, Клеменс Исауре, Хуану III од Наваре, Мадону Лауру, Лујзу Савојску, Маргарету Анжујску, Маргарету од Провансе, Маргариту од Наваре, Марију Медичи, Мери Стјуарт, краљицу Шкотске, Матилду, војвоткињу од Нормандије, Свету Батилду, Свету Клотилду, Свету Геновеву и Валентину Висконти.
- Локација низа "Краљице Француске и познате жене" око централног базена
- Кип слободе
- Споменик Антоан Вато, Анри Десире Готје, 1896

Остала вајарска дела укључују:
- Пјер Гијом Фредерик Плеј, Андре-Жосеф Алар, 1906.
- Кип слободе, први модел, Фредерик Бартолди, 1870.
- Уста истине, аутор Жил Бланшар
- Лудвиг ван Бетовен, Антоан Бурдел, постављен овде 1978.
- Споменик Анрију Муржеру, Теофил-Анри Бујон, 1895.
- више скулптура животиња Огист Кан
- Le Triomphe de Silène, 1885, Омаж Делакроау, 1890, и Споменик Огиста Шерера-Кестнера, 1908, оба су дела Жила Далуа
- Споменик Антоана Ватоа, Анри Десире Готје, 1896
- Нарцис, 1869, и Arion assis sur un dauphin, 1870, оба дела Ернест-Ежена Иола
- Hippomenes, Жан Антоан Анжалбер
- Попрсје Шарла Бодлера, Пјер Феликс Масо
- Polyphemus Surprising Acis and Galatea, аутор Огист Отин, 1866.
- Клеменс Исаура, аутор Антоан-Огистин Прејо
- Тезеј и Минотаур, Етијен-Жил Раме, 1826.
- Hercules Diverting the River Alpheus, 1900, и L'Effort, 1902, оба су дела Пјера Рошеа
- Пол Верлен аутор Родо, 1911.
- Жорж Санд, Франсоаз-Леон Сикар, 1904.
- Жил Масне, Раул Верлет, 1926.
- Маршал Неј, Франсоаз Рид (вајар) и Алфонс де Жизор (пиједестал), 1853.

## Фонтана Медичи
Фонтану Медичи изградила је 1630. године Марија Медичи, удовица француског краља Хенрија IV и регент француског краља Луја XIII. Дизајнирао ју је Томасо Францини, фирентински произвођач фонтана и инжењер хидраулике кога је краљ Анри IV из Фиренце довео у Француску. Била је у облику пећине, популарне одлике италијанског ренесансног врта. Током 18. века се урушила, али је 1811. године, на заповест Наполеона Бонапарте, фонтану обновио Жан Шалгран, архитекта Тријумфалне капије. 1864–66. фонтана је пресељена на данашње место, усредсређено на источни фронт Луксембуршке палате. Дуги базен са водом је изграђен и опкољен дрвећем платана, а скулптуре џиновског Полифема који је изненадио заљубљене Ациса и Галатеу, француског класичног вајара Огиста Отина, додате су уз стене пећине.
Иза фонтане Медичи скривена је Фонтана Леда (1807), зидна фонтана саграђена у време Наполеона Бонапарте, са барељефном скулптуром која приказује легенду о Леди и лабуду Ашила Валоа. Када је првобитна локација уништена током продужења улице 1856. године од стране Луја Наполеона, фонтана је сачувана и пресељена 1866. године у Луксембуршке вртове и причвршћена на задњу страну фонтане Медичи.

## Парк Луксембург у популарној култури
Вртови су истакнути у роману Виктора Игоа "Јадници". Ту се одвија главна љубавна прича романа, где се први пут сусрећу главни ликови. Неколико сцена романа Андреа Жида Фалсификатори такође се дешава у вртовима парка.
Хенри Џејмс такође користи баште, у Амбасадорима, као место где његов лик Ламберт Стретер доживљава прорицање о свом идентитету. Последња сцена романа Светилиште Вилијама Фокнера смештена је у вртове. Патрик Модијано чуо је вест да је 2014. добио Нобелову награду за књижевност путем позива своје ћерке мобилним телефоном док је шетао Паризом, „тик поред Луксембуршког парка“.

## Галерија
- Луксембуршки парк
- Панорамски поглед на Парк Луксембург
- Фонтана Марије Медичи
- Парк Луксембург
- Споменик испод букве
- Фонтана Опсерваторије
- Статуа слободе
- Статуа Гистава Флобера
- Јазеро у парку Луксембург
- Парк Луксембург